# Natação nos Jogos Pan-Americanos de 1999 - 100 m costas masculino
O evento dos 100 m costas masculino nos Jogos Pan-Americanos de 1999 foi realizado em Winnipeg, Canadá, em 6 de agosto de 1999. O último campeão dos Jogos Pan-Americanos foi Jeff Rouse, dos Estados Unidos.
Essa corrida consistiu em duas voltas em nado costas em piscina olímpica.
Foi a primeira vez que um atleta não-americano ganhou o evento nos jogos.

## Resultados
Todos os tempos estão em minutos e segundos.
| CHAVE: | q | Mais rápidos não-classificados | Q | Classificados | GR | Recorde dos jogos | NR | Recorde nacional | PB | Melhor marca pessoal | SB | Melhor marca na temporada |

### Eliminatórias
A primeira fase foi realizada em 6 de agosto.
| Posição | Nome           | Nação              | Tempo | Notas |
| ------- | -------------- | ------------------ | ----- | ----- |
| 1       | Rodolfo Falcón | CUB Cuba           | 55.06 | Q     |
| 2       | -              | -                  | -     | Q     |
| 3       | Matt Allen     | USA Estados Unidos | 56.17 | Q     |
| 4       | -              | -                  | -     | Q     |
| 5       | -              | -                  | -     | Q     |
| 6       | Justin Ewers   | USA Estados Unidos | 56.38 | Q     |
| 7       | -              | -                  | -     | Q     |
| 8       | -              | -                  | -     | Q     |

### Final B
A final B foi realizada em 6 de agosto.
| Posição | Nome             | Nação           | Tempo   | Notas |
| ------- | ---------------- | --------------- | ------- | ----- |
| 9       | Leonardo Costa   | BRA Brasil      | 56.28   |       |
| 10      | Nick Neckles     | BAR Barbados    | 58.42   |       |
| 11      | Diego Gallo      | URU Uruguai     | 59.00   |       |
| 12      | Mike Fung-A-Wing | SUR Suriname    | 59.50   |       |
| 13      | Nicholas Rees    | BAH Bahamas     | 1:00.22 |       |
| 14      | E.A. Gil         | ESA El Salvador | 1:01.00 |       |
| 15      | Carlos Prudencio | BOL Bolívia     | 1:01.97 |       |
| 16      | O.E. Rivas       | PAR Paraguai    | 1:02.69 |       |

### Final A
A final A foi realizada em 6 de agosto.
| Posição           | Nome              | Nação              | Tempo | Notas |
| ----------------- | ----------------- | ------------------ | ----- | ----- |
| Medalha de ouro   | Rodolfo Falcón    | CUB Cuba           | 54.93 |       |
| Medalha de prata  | Alexandre Massura | BRA Brasil         | 55.17 | SA    |
| Medalha de bronze | Matt Allen        | USA Estados Unidos | 55.86 |       |
| 4                 | Neisser Bent      | CUB Cuba           | 56.00 |       |
| 5                 | Mark Versfeld     | CAN Canadá         | 56.11 |       |
| 6                 | Dustin Hersee     | CAN Canadá         | 56.23 |       |
| 7                 | Justin Ewers      | USA Estados Unidos | 56.38 |       |
| 8                 | Ricardo Busquets  | PUR Porto Rico     | 56.68 |       |